# Windows Identity Foundation
Windows Identity Foundation (WIF) ist eine Microsoft-Technologie, die APIs für ASP.NET- und WCF-Entwickler bietet. Diese kann verwendet werden, um Anwendungen zu programmieren, die für forderungsbasierte Authentifizierung und Federation geeignet sind.
Windows Identity Foundation wurde unter dem Codenamen Geneva Framework entwickelt.